# Sven Wiberg

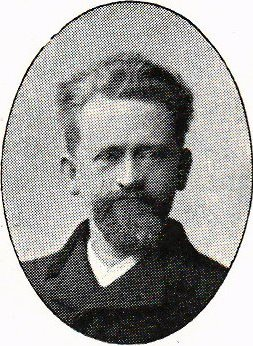
Sven Wiberg

Sven Wiberg, född 9 september 1856 i Gustav Adolfs socken, Kristianstads län, död 9 augusti 1934 i Göteborgs Vasa församling, Göteborg
, var en svensk psykiater.
Wiberg blev student vid Lunds universitet 1879, medicine kandidat 1895 och medicine licentiat 1904. Han var biträdande läkare vid Uppsala hospital 1905 och vid Göteborgs hospital 1905–07, biträdande läkare vid fattigvårdsanstalten Gibraltar i Göteborg 1907–18, överläkare vid dess sinnessjukavdelning 1918–24 och därefter praktiserande läkare i Göteborg.